# Bill Le Sage
Bill Le Sage (né William Alfred Le Sage le 20 janvier 1927 à Hackney, Londres, Angleterre, et mort le 31 octobre 2001 à Ealing) est un pianiste, vibraphoniste, compositeur et arrangeur de jazz anglais.

## Carrière
Né à Londres, Le Sage est un musicien autodidacte. Après avoir joué dans différents petits ensembles, il rejoint le Geraldo's Navy et joue sur le paquebot de la Cunard Line, le Queen Mary, pour débarquer à New York où il travaille avec Lennie Tristano. 
En 1950, Le Sage devient le pianiste du Johnny Dankworth Seven, devenant également membre de son big band en 1953. En 1954, il quitte Dankworth pour rejoindre différents ensembles dirigés par le batteur Tony Kinsey, membre fondateur du Dankworth Seven avec qui il reste jusqu'en 1961. Il s'associe ensuite au saxophoniste baryton Ronnie Ross, avec qui il co-dirige différents groupes et enregistre plusieurs albums jusqu'à la fin des années soixante. Il commence également à composer pour le cinéma et la télévision.
Durant cette décennie, Le Sage joue également avec l'orchestre de Jack Parnell, celui de Chris Barber et son propre groupe, Directions in Jazz Unit, qui ajoute quatre violoncelles à un sextet de jazz. Il accompagne aussi des musiciens américains en visite au Royaume-Uni, comme par exemple Benny Goodman, Dizzy Gillespie et Ben Webster.
En 1969, il forme la Bebop Preservation Society, un quintet dans lequel on trouve le saxophoniste alto Peter King et le trompettiste Hank Shaw. Il reformera plus tard le quintet avec Steve Waterman à la trompette et Gilad Atzmon à l'alto.
Parmi les autres musiciens avec lesquels a joué Bill Le Sage, on peut mentionner le Charlie Watts Big Band, Johnny Scott ainsi que les saxophonistes Dick Morrissey, Spike Robinson, Barbara Thompson, Jimmy Hastings, Art Themen et Andy Panayi.

## Discographie sélective

### Comme leader ou co-leader
- Presenting The Bill Le Sage - Ronnie Ross Quartet (1963) - Bill Le Sage (piano, vibraphone), Ronnie Ross (sax baryton), Spike Heatley (basse), Allan Ganley (batterie)
- Directions in Jazz (1964) - Directions in Jazz Unit : Bill Le Sage (piano, vibraphone), Johnny Scott (sax alto, flûte), Bob Burns (sax alto, clarinette), Ronnie Ross (sax baryton), Spike Heatley (basse), Tony Carr (batterie), Freddie Alexander Cello Ensemble (violoncelles)
- Road to Ellingtonia (1965) - Directions in Jazz Unit
- Twice times keyboard (1966) - avec Ronnie Ross
- Beatle Music (1967) - The Session Men (notamment Ronnie Ross, Les Condon, Ian Hamer)
- The Bebop Preservation Society (1971) - Hank Shaw (trompette), Peter King (sax alto), Bill Le Sage, Spike Heatley (basse), Bryan Spring (batterie)

### Comme sideman
- Harold McNair (1968) - Harold McNair
- Flute & Nut (1970) - Harold McNair
- Cleopatra's Needle (1968) - Ronnie Ross (sax baryton), Spike Heatley (bass), Art Ellefson (sax ténor), Les Condon (trompette), Bill Le Sage (vibraphone et piano), Tony Carr (batterie).
- Live at the Bull - Tribute Vols. 1-2 (2007) Dick Morrissey, Spike Robinson, Bill Le Sage, Bill Eyden et Alec Dankworth (Enregistré live au Bull's Head, Barnes, Londres en 1987 et 1988).